# Moyen-Cavally

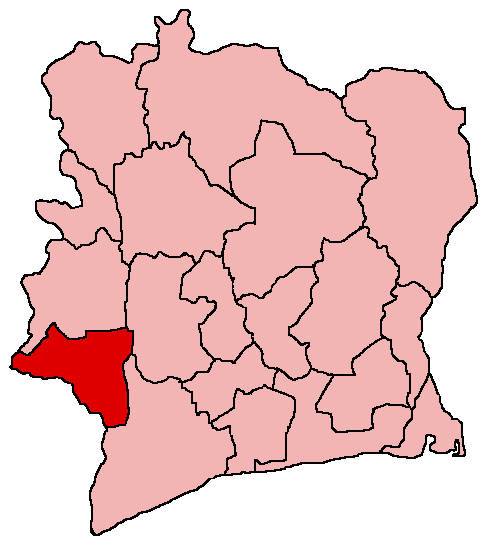
Poloha regionu Moyen-Cavally na mapě Pobřeží slonoviny

Moyen-Cavally byl jedním z 19 regionů republiky Pobřeží slonoviny, které existovaly do roku 2011, kdy proběhla reorganizace územně-správního členění státu. Jeho rozloha činila 14 150 km², v roce 2002 zde žilo 443 200 obyvatel. Hlavním městem regionu bylo Guiglo.
V roce 2011 byl sloučen s regionem Dix-Huit Montagnes do distriktu Montagnes.